# 약탈

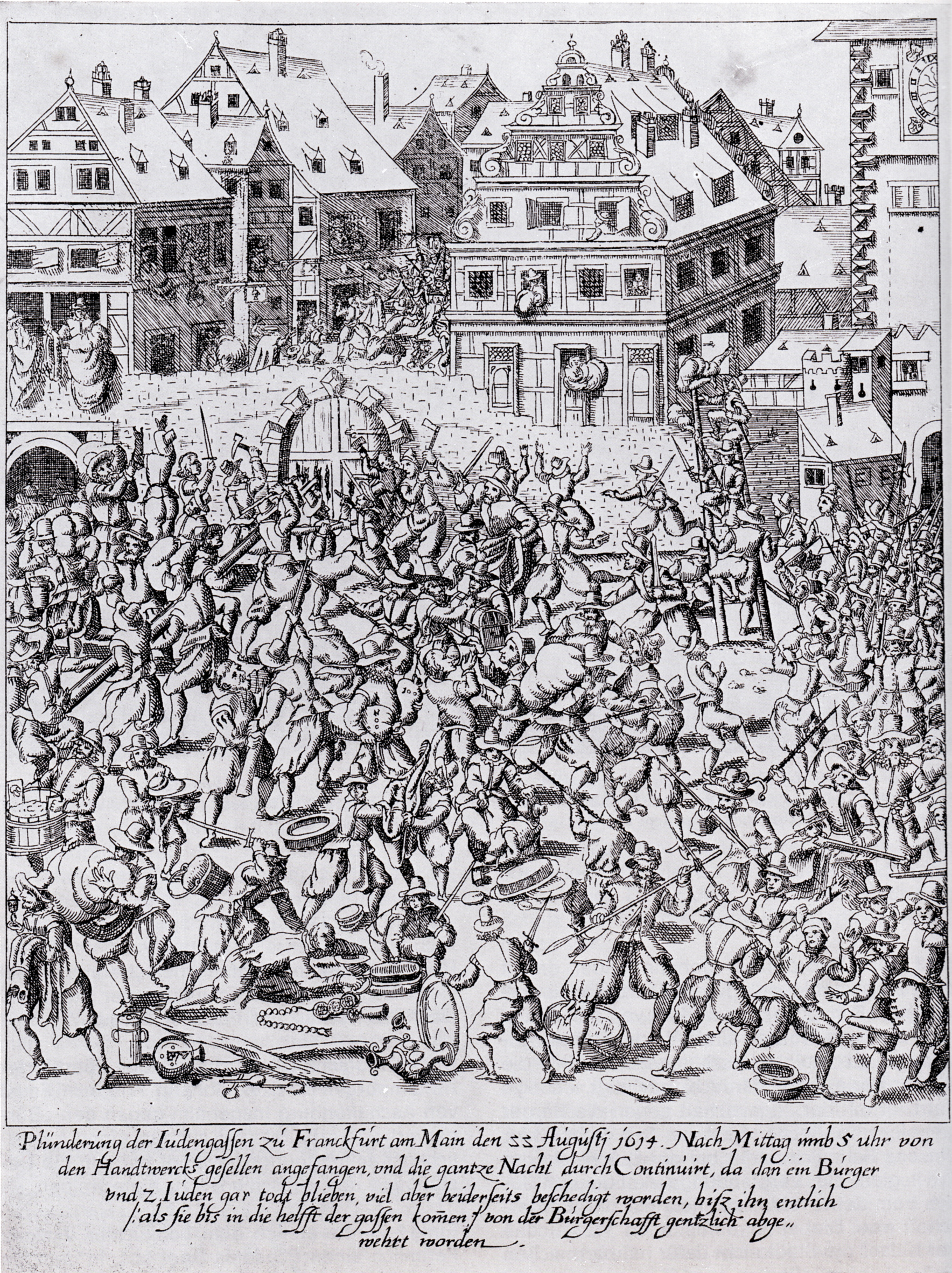

약탈(掠奪, 문화어: 략탈)은 전쟁이 벌어지는 지역, 또는 점령한 지역에서 개개의 병사나 군대가 다른 군인, 점령지 또는 전쟁 지역의 주민, 부상자들로부터 재산을 빼앗는 것을 가리킨다. 다만 전쟁 뿐만 아니라 재해 발생이나 사회적인 혼란으로 인해 군중들이 약탈을 주도하는 경우도 있다. 국제인도법 중 하나인 제네바 조약에 따르면 전쟁 시 군대들의 약탈 행위나 강제 징수는 금지되어 있다. 다른 군대의 군용품을 빼았는 전리품 취득과는 구분된다.

## 같이 보기
- 약탈무역
- 약탈 (회화) - "약탈"을 주제로 프란시스코 고야가 1794년에 그린 서양화이다.
- 약탈 (소묘) - "약탈"을 주제로 다비드 빈크본스가 16세기 ~ 17세기 사이에 그린 소묘이다.
- 문화재 반환
- 전리품
- 약탈적 출판